# 윤현진 (아나운서)
윤현진(尹賢眞, 1978년 10월 13일 ~ )는 대한민국의 방송사 SBS 소속의 아나운서이다. 숙명여자대학교 중어중문학과를 졸업하였다. 숙명여대 재학 시절 재학생 모델로 활동하였으며, 2000년 12월 1일금요일에 SBS에 공채 10기 아나운서로 입사하였다. 동생은 배우 윤종화다.

## 학력
- 1989년 서울금천초등학교 졸업
- 1993년 윤중중학교 졸업
- 1996년 여의도여자고등학교 졸업
- 2000년 숙명여자대학교 중어중문학과 졸업
- 2000년 고려대학교 언론대학원 방송영상학과 휴학

## 경력
- 2000년 12월 : SBS 10기 공채 아나운서
- 2019년 2월 ~ 2021년 2월 : 제18대 한국아나운서연합회 회장
- 2025년 1월 ~ : SBS 편성∙사업본부 아나운서팀 부장급 아나운서

## 진행

### 텔레비전
- 2002년 ~ 2004년 : SBS 《스타도네이션, 꿈은 이루어진다》
- 2001년 ~ 2008년 : SBS 《TV 동물농장》
- 2003년 : SBS 《게임쇼 즐거운 세상》
- 2003년 : SBS 《실제상황 토요일-X맨(1기)》
- 2004년 ~ 2008년 : SBS 주말 《SBS 8 뉴스》
- 2008년 : SBS 《행복 발전소》
- 2010년 ~ 2014년, 2016년, 2018년 ~ 2025년 : SBS 《생방송 투데이》
- 2011년 : SBS 《개그투나잇》 1회 <우리말 차이점>
- 2014년 : SBS 《엄마의 선택》 여자 아나운서 역
- 2014년 ~ 2015년, 2015년 ~ 2016년 : SBS 《SBS 12 뉴스》
- SBS 애니갤러리 (2025년 5월 19일 ~ 현재)

## 출연 작품

### 드라마
- 2013년 월화드라마 《따뜻한 말 한마디》 - 요리 프로그램 MC 역

### 영화
- 2005년 《새드 무비》 - 아나운서 여 역

## VIP 시사회

### 영화
- 오직 그대만 (2011년)